# حسيك صخري
حسيك صخري (الاسم العلمي: Arrhenatherum rupestre) هو نوع نباتي يتبع جنس الحسيك من فصيلة النجيلية.